# Salvia thyrsiflora
Salvia thyrsiflora là một loài thực vật có hoa trong họ Hoa môi. Loài này được Benth. miêu tả khoa học đầu tiên năm 1846.